# Steve Jackson Games
Steve Jackson Games (SJGames) é uma empresa de jogos, fundada em 1980 por Steve Jackson, que desenvolve e publica jogos no estilo role-playing game, jogos de tabuleiro,  jogos de cartas e, até 2019, a revista Pyramid.

## História
Fundada em 1980, seis anos após o lançamento de Dungeons & Dragons, a SJGames criou diversos jogos de RPG e estratégia com temas de ficção científica. Os primeiros títulos da empresa eram microjogos inicialmente vendidos em pacotes de 10 × 17 centímetros e, mais tarde, em pocket boxes de tamanho semelhante. Jogos como Ogre, Car Wars e GEV (um spin-off de Ogre) foram populares durante os primeiros anos da SJGames. Designers de jogos como Loren Wiseman e Jonathan Leistiko trabalharam para a Steve Jackson Games.
Hoje, a SJGames publica uma variedade de jogos e em diferentes gêneros, como fantasia, sci-fi e horror gótico. Eles também publicaram o livro Principia Discordia, o texto sagrado do discordianismo.

### Invasão pelo Serviço Secreto
Em 1º de março de 1990, o Serviço Secreto invadiu os escritórios da Steve Jackson Games,  apreendendo três computadores, duas impressoras a laser, dezenas de disquetes e a 1ª cópia de GURPS Cyberpunk; um suplemento de gênero cyberpunk feito para o RPG GURPS, escrito por Loyd Blankenship, um hacker e funcionário na época. O Serviço Secreto acreditava que Blankenship havia acessado ilegalmente os sistemas da Bell South e carregou um documento que possivelmente afetava os sistemas da polícia ligados aos sistemas de emergência públicos da empresa; e, além disso, que GURPS Cyberpunk poderia ser usado para auxiliar em crimes cibernéticos. Durante a investigação, o Serviço Secreto também leu (e excluiu) e-mails privados em um dos computadores. Embora os materiais tenham sido devolvidos posteriormente em junho, a Steve Jackson Games entrou com uma ação no tribunal federal, vencendo no julgamento.
A invasão foi responsável por formar a Electronic Frontier Foundation, fundada em julho de 1990.

### Projeto no Kickstarter
Em abril-maio de 2012, a empresa fez uma campanha bem-sucedida no Kickstarter para uma nova edição de Ogre. O jogo final foi planejado para pesar 6 quilos ou mais, em parte porque o alto nível de financiamento extra obtido no kickstarter permitiu adições significativas ao jogo.